# مسعودخان
مسعودخان (انگلیسی: Masood Khan، اردو: مسعود خان‎؛ زادهٔ ۱۵ فوریهٔ ۱۹۵۱) سیاست‌مدار اهل پاکستان است. او یک دیپلمات بازنشسته پاکستانی-کشمیری است که به عنوان سفیر پاکستان در ایالات متحده خدمت کرده است. خان همچنین به عنوان بیست و هفتمین رئیس جمهور کشمیر آزاد خدمت کرده است. خان در سال ۱۹۸۰ به خدمات خارجی پاکستان پیوست. از اوت ۲۰۰۳ تا مارس ۲۰۰۵، او به عنوان سخنگوی وزارت امور خارجه، سفیر و نماینده دائم پاکستان در سازمان ملل متحد و سازمان‌های بین‌المللی در ژنو، سوئیس، از ۲۰۰۵ تا ۲۰۰۸، سفیر پاکستان در چین بین سپتامبر ۲۰۰۸ و سپتامبر ۲۰۱۲ و به عنوان نماینده دائم در سازمان ملل متحد، نیویورک، بین ۱۱ اکتبر ۲۰۱۲ و ۷ فوریه ۲۰۱۵ خدمت کرد.
او بین فوریه ۲۰۱۵ و ۴ اوت ۲۰۱۶ به عنوان مدیر کل موسسه مطالعات استراتژیک اسلام آباد خدمت کرد.
وی همچنین برندهٔ جوایزی همچون هلال امتیاز شده است.